# Javier García El Chocolate
Javier García López (* 5. Mai 1957 in Mexiko-Stadt), auch bekannt unter dem Spitznamen El Chocolate, ist ein ehemaliger mexikanischer Fußballspieler, der vorwiegend im Mittelfeld agierte.

## Laufbahn
Der aus dem Nachwuchsbereich des Club América hervorgegangene García López erhielt bei den Americanistas seinen ersten Profivertrag und gehörte in der zweiten Hälfte der 1970er Jahre sowohl zum Kader der Mannschaft, der in der Saison 1975/76 sowohl die mexikanische Fußballmeisterschaft als auch den Supercup und in den folgenden Jahren den CONCACAF Champions Cup (1977) als auch die Copa Interamericana (1978 als erster Verein aus dem Bereich der CONCACAF) gewann.
1979 absolvierte „Chocolate“ García seine beiden einzigen Einsätze für die mexikanische Nationalmannschaft. 1981 wechselte er zum Stadtrivalen Atlante und in der Saison 1987/88 beendete er seine aktive Laufbahn beim CD Irapuato.

## Erfolge
- Mexikanischer Meister: 1976
- Mexikanischer Supercup: 1976
- CONCACAF Champions Cup: 1977
- Copa Interamericana: 1978